# Winterborne Came
Winterborne Came est une paroisse civile et un village du Dorset, en Angleterre.